# Re:결속 밴드
《Re:결속 밴드》(일본어: Re:結束バンド 아루이 겟소쿠 반도[*])는 일본의 텔레비전 애니메이션  《봇치 더 록!》의 작중에 등장하는 밴드 '결속 밴드'의 첫 번째 미니 앨범이다.
《극장총집편 봇치 더 록!》의 노래 등을 6곡을 수록했다. 2024년 8월 14일에 발매되었다.

## 곡 목록
앨범 라이너 노트에서 가져온 크레딧이다. 모든 노래는 미츠이 리츠오가 편곡했다.
전체 편곡: 미츠이 리츠오
| #            | 제목                                                                 | 작사           | 작곡                          | 보컬                         | 재생 시간 |
| ------------ | -------------------------------------------------------------------- | -------------- | ----------------------------- | ---------------------------- | --------- |
| 1.           | 〈Shine as Usual〉 (月並みに輝け)                                    | 히구치 아이    | 오토하 -otoha-                | 키타 이쿠요(하세가와 이쿠미) | 4:07      |
| 2.           | 〈Now, I'm Going from Underground〉 (今、僕、アンダーグラウンドから) | 키타자와 유호  | 키타자와 유호                 | 키타 이쿠요(하세가와 이쿠미) | 4:19      |
| 3.           | 〈Doppelganger〉 (ドッペルゲンガー)                                  | 히구치 아이    | 토비나이 마사히로             | 키타 이쿠요(하세가와 이쿠미) | 3:39      |
| 4.           | 〈Me and the Three Primary Colors〉 (僕と三原色)                     | 히구치 아이    | 토비나이 마사히로             | 키타 이쿠요(하세가와 이쿠미) | 3:39      |
| 5.           | 〈Chronostasis〉 (秒針少女)                                          | 오토하 -otoha- | 오토하 -otoha-                | 키타 이쿠요(하세가와 이쿠미) | 4:31      |
| 6.           | 〈Re:Re:〉                                                           | 고토 마사후미  | 고토 마사후미 야마다 타카히로 | 고토 히토리(아오야마 요시노) | 5:07      |
| 총 재생 시간 | 총 재생 시간                                                         | 총 재생 시간   | 총 재생 시간                  | 총 재생 시간                 | 25:22     |

## 연주
- 하세가와 이쿠미: Vocal(#1~5)
- 아오야마 요시노: Vocal(#6)
- 미즈노 사쿠(일본어판): Chorus
- 히다이 오사무: Drums
- 타카마 유이치: Bass
- 미츠이 리츠오: Guitar